# Palaemnema orientalis
Palaemnema orientalis – gatunek ważki z rodziny Platystictidae. Występuje endemicznie w Wenezueli.